# Деньговская
Деньговская — железнодорожная будка в Буйском районе Костромской области. Входит в состав Центрального сельского поселения.

## Название
Связано с близлежащей деревней Деньгово.

## География
Находится в западной части Костромской области на расстоянии приблизительно 5 км на запад по прямой от железнодорожного моста через реку Кострома в районном центре городе Буй.

## История
Появление населенного пункта связано со строительством железнодорожной линии Данилов-Буй (1914—1915 годы). 
Постановлением Костромской областной Думы от 27.01.2005 N 3288 «О наименовании и переименовании некоторых населённых пунктов на территории Буйского района Костромской области»
населённый пункт «деревня Деньговская будка» переименован в «железнодорожную будку Деньговская».

## Население
| 2008 | 2010 | 2014 |
| ---- | ---- | ---- |
| 2    | ↗4   | ↘2   |

Постоянное население составляло 2 человека в 2002 году (русские 100 %), 2 в 2022.